# Three Men and a Baby
Three Men and a Baby é uma produção cinematográfica estadunidense, do gênero comédia, estrelado por Tom Selleck lançado em 1987. Ele foi dirigido pelo ator Leonard Nimoy, em seu primeiro trabalho fora da série Jornada nas Estrelas, que o consagrou.

## Sinopse
Três amigos solteirões e bem na vida, o arquiteto Peter (Tom Selleck), o desenhador Michael (Steve Guttenberg) e o actor Jack (Ted Danson) vivem juntos, dividindo um apartamento. Quando Jack vai filmar na Turquia, seus dois colegas encontram na porta de casa uma cestinha com um bebê, que supostamente, é fruto de um, dos muitos casos de Jack. Sem saberem o que fazer, Peter e Michael recolhem o bebê até Jack regressar, mas tal tarefa não se revelará nada fácil, pois para além do trabalho que a bebê Mary irá lhes dar, os três amigos se vêm envolvidos num problema de drogas causado por um dos amigos de Jack e que acaba também por envolver a bebê.

## Elenco
- Tom Selleck ............Peter Mitchell
- Steve Guttenberg ........Michael Kellam
- Ted Danson ..............Jack Holdem
- Nancy Travis ............Sylvia Bennington
- Fiona Shaw ..............Elspeth Lomax
- Christopher Cazenove.........Edward Hargreave

## Recepção da crítica
Three Men and a Baby tem recepção favorável por parte da crítica especializada. Com tomatometer de 75% em base de 28 críticas, o Rotten Tomatoes publicou um consenso: “O remake americano da comédia popular francesa trabalha principalmente um encanto sob os talentos combinados dos três terminais, que jogam bem contra o tipo - embora elementos do enredo forçados e sentimentalismo às vezes diminuem a diversão”. Tem 47% de aprovação por parte da audiência, usada para calcular a recepção do público a partir de votos dos usuários do site.

## Controvérsia
Um suposto fantasma de um menino que teria morado naquele apartamento antes de morrer aparece na cena onde uma senhora pega o bebê no colo, atrás das cortinas. Na realidade é um cartaz de papelão em tamanho real de Ted Danson, que aparece em duas outras cenas. Além disso, a cena foi filmada em um estúdio, e não em um apartamento real. 